# Mäuseturm (Holzerode)

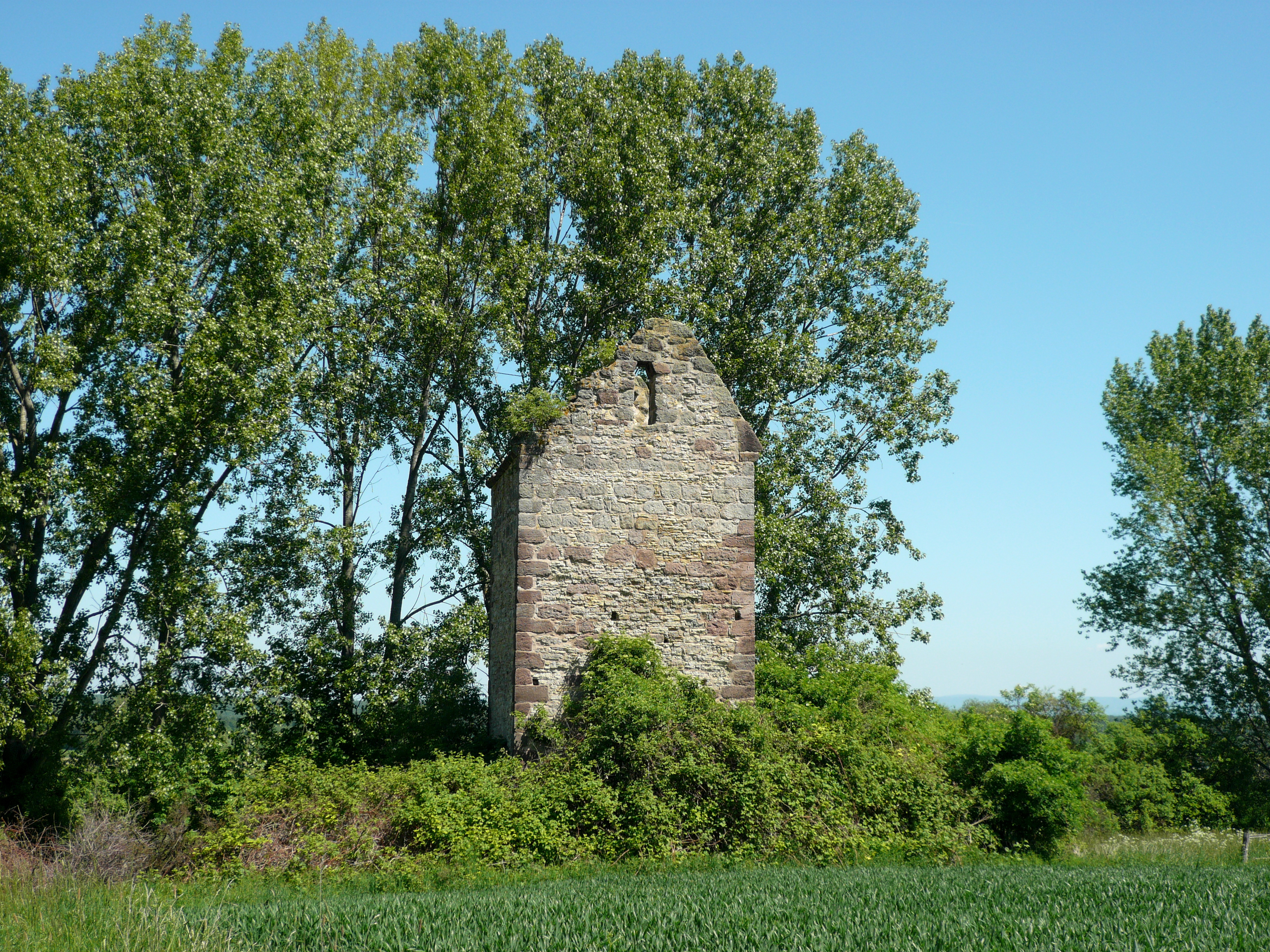
Der Mäuseturm

Der Mäuseturm, gelegen in den Feldern südwestlich von Holzerode im Landkreis Göttingen, ist die Ruine der ehemaligen Kirche der Wüstung Moseborn.

## Geographie

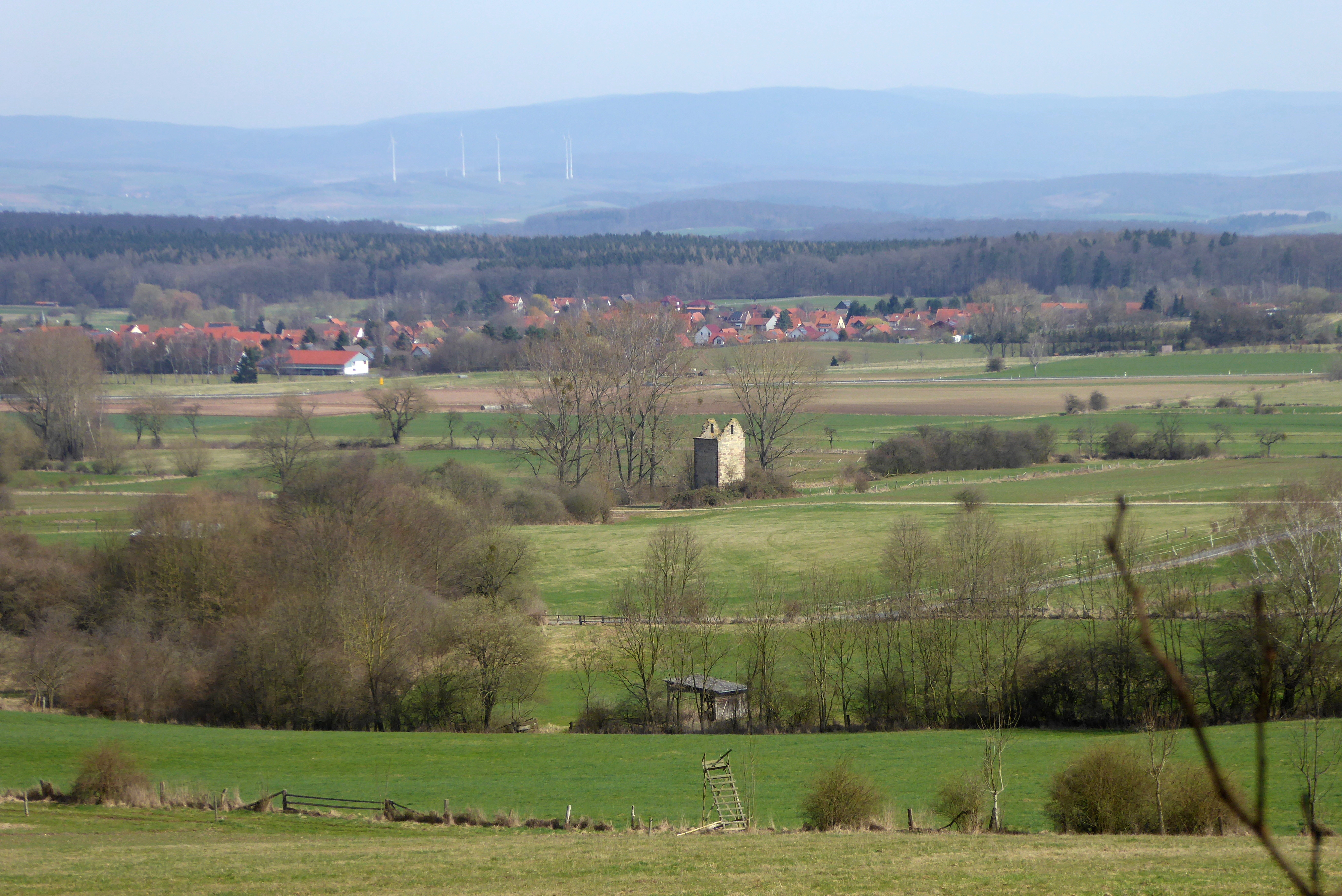
Landschaftliche Lage der Wüstung Moseborn (Bildmitte)

Der Mäuseturm steht auf einer Höhe von 293 m ü. NN etwa 1,5 Kilometer südwestlich von Holzerode. 700 Meter westlich des Turms erhebt sich die südliche Kuppe der Lippberge, 900 Meter südlich der Hünstollen. Der Turm steht in der flach abfallenden, meist feuchten Feld- und Weideflur, was auch der Flurname „Bruchwiesen“ südwestlich des Turms andeutet. Die Dorfstelle von Moseborn lag im Mittelalter an der Kreuzung zweier Wege, von denen sich teilweise Spuren als Hohlwege erhalten haben.

## Baubeschreibung

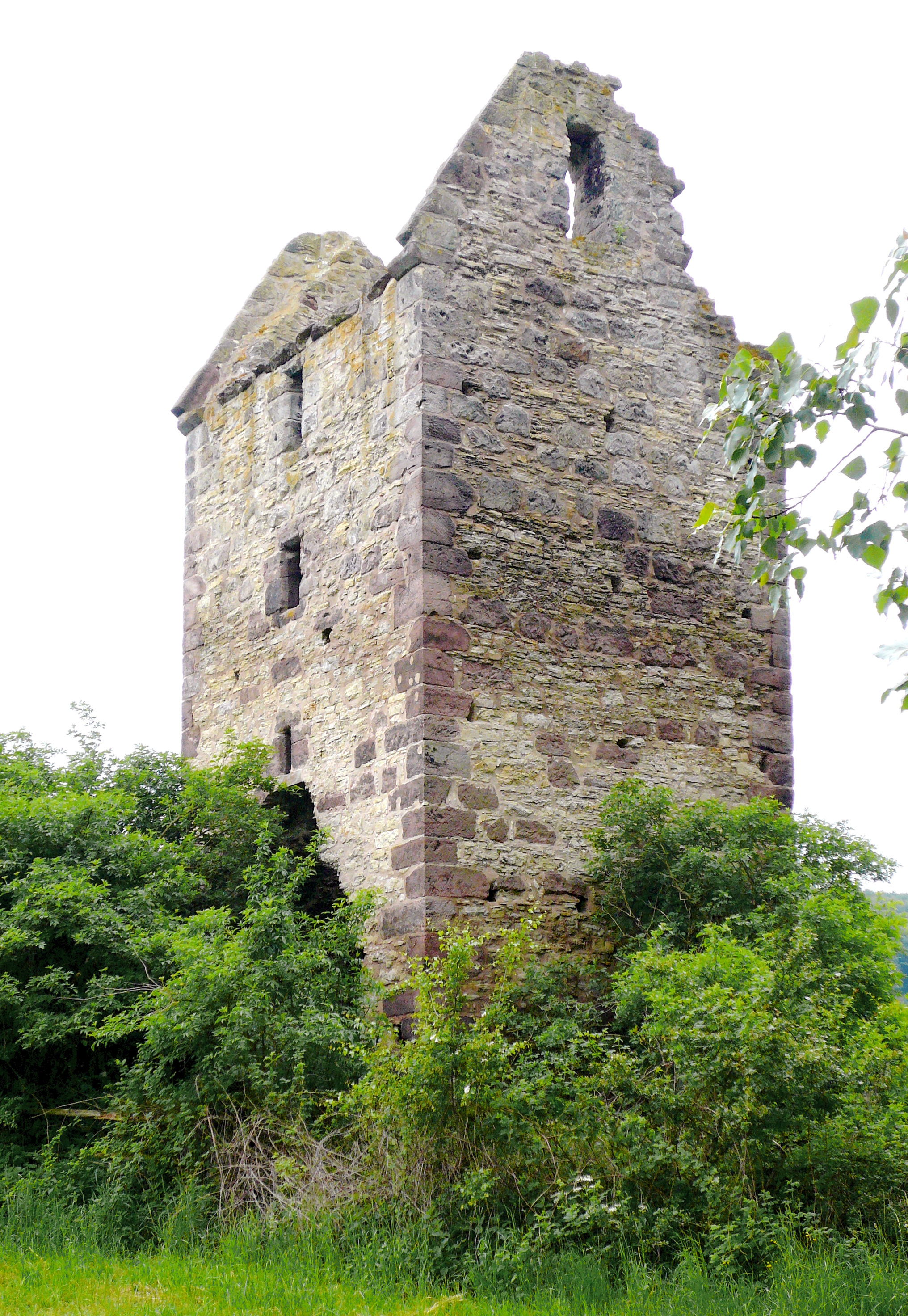
Kirchturm

Der Turm misst im Grundriss 6,20 mal 5,65 Meter und ist an den Giebeln etwa 13 Meter hoch. Im Erdgeschoss ist ein größeres Stück Wand herausgebrochen, so dass ein Zugang oder auch ein Durchgang zu einem eventuellen hölzernen Nebengebäude oder gar Kirchenschiff nicht nachgewiesen werden kann. Das Erdgeschoss des Turmes war durch ein Kreuzgewölbe nach oben abgeschlossen, darüber befanden sich vier Obergeschosse, die durch Holzbalkendecken getrennt waren. Die wenigen schmalen Fensterschlitze und die massive Bauweise weisen den Mäuseturm als typische ländliche Wehrkirche ohne Langhaus aus. Das Mauerwerk hat eine sorgfältige Eckquaderung, Fenstereinfassungen, Traufgesims und Giebelschrägen aus Sandstein, die Mauerwerksflächen sind bis auf unregelmäßig eingesetzte Sandsteinquader aus behauenen Kalksteinen errichtet.

## Geschichte
Die Siedlung Moseborn wurde in der Mitte des 13. Jahrhunderts als Mosebornen erstmals urkundlich erwähnt, 1397 und 1400 wird ein Johannes (de) Moseborne schriftlich erwähnt. Die Kapelle „des hilgen cruces to Moseborn“ ist ab 1425 urkundlich fassbar. Der Ort fiel wahrscheinlich im Spätmittelalter wüst, im Plessischen Lehnsbuch wurde er 1568 als Wüstung bezeichnet. Die Kirchenruine ist auf der 1785 erstellten Karte der Kurhannoverschen Landesaufnahme als Mauseberger Thurm ehemalige Kirche verzeichnet. Die Ruine steht heute im Eigentum der Niedersächsischen Landesforstverwaltung, 1991/92 erfolgte eine archäologische Untersuchung und Dokumentation. Die Ruine wurde baulich gesichert, das Traufgesims und die Giebelschrägen mit vor Ort geborgenen Steinen ergänzt.

### Name
Die älteren schriftlichen Nennungen bezeichnen den Ort durchgehend als Moseborn(e). Eine Änderung des Namens in Meiseborn ist nur 1569–74 im hessischen Landbuch aufzufinden und dann erst wieder auf der Karte der Kurhannoverschen Landesaufnahme. Die Namensform Mäusethurm taucht erstmals 1831 auf der topographischen Karte des Eichsfeldes auf. Der Name setzt sich zusammen aus mittelniederdeutsch mos „Sumpfland, Moos, Moor“ und dem Grundwort -born „Quelle“.